# 芝美奈子
芝 美奈子（しば みなこ、1971年2月15日 - 2021年3月14日）は、日本の女性アニメーター、キャラクターデザイナー、イラストレーター。神奈川県出身。

## 来歴・人物
千代田工科芸術専門学校アニメーション科を卒業後、J.C.STAFFを経て、2009年現在は、岡辰也、番由紀子らが在籍するstudio C-ZOOに所属。近年は、P.A.WORKSをはじめとした様々なアニメスタジオの作品に原画・作画監督・キャラクターデザインの役職で参加している。キャラクターデザインの代表作には『ヒカルの碁』『吟遊黙示録マイネリーベ』『ツバサ・クロニクル』など多数。
ゲームファンであり、初めの頃はアニメーターではなくゲーム業界を目指そうとしていた。
2021年3月14日に死去。満50歳没。

## 参加作品

### テレビアニメ
1993年
- 幽☆遊☆白書（原画）

1994年
- メタルファイター・MIKU（原画）

1995年
- ふしぎ遊戯（1995年 - 1996年、原画）

1998年
- 名探偵コナン（作画監督補・原画）
- 時空転抄ナスカ（原画）

1999年
- アークザラッド（原画）
- 無限のリヴァイアス（1999年 - 2000年、原画）
- ワイルドアームズ トワイライトヴェノム（作画監督）

2000年
- 妖しのセレス（原画）

2001年
- ノワール（キャラクターデザイン・作画監督・原画・オープニング/エンディング作画）
- まほろまてぃっく（作画監督）
- ヒカルの碁（キャラクターデザイン・作画監督）
- 砂漠の海賊!キャプテンクッパ（原画）

2002年
- .hack//SIGN（キャラクターデザイン）
- 東京アンダーグラウンド（原画）
- Witch Hunter ROBIN（原画）

2003年
- スクラップド・プリンセス（作画監督）
- .hack//黄昏の腕輪伝説（オープニング原画）
- AVENGER（作画監督）
- 攻殻機動隊 STAND ALONE COMPLEX（原画）
- ロックマンエグゼAXESS（原画）
- 鋼の錬金術師（2003年 - 2004年、作画監督）

2004年
- ヒカルの碁スペシャル 北斗杯への道（キャラクターデザイン）
- MADLAX（キャラクターデザイン）
- 美鳥の日々（作画監督）
- 今日からマ王!（作画監督）
- 攻殻機動隊 S.A.C. 2nd GIG（2004年 - 2005年、作画監督）
- 吟遊黙示録マイネリーベ（キャラクターデザイン・作画監督）

2005年
- ツバサ・クロニクル（キャラクターデザイン・作画監督）
- IGPX（2005年 - 2006年、作画監督）

2006年
- 吟遊黙示録マイネリーベwieder（キャラクターデザイン・作画監督）
- ツバサ・クロニクル（第2シリーズ、キャラクターデザイン・作画監督）
- BLOOD+（作画監督・原画）
- RED GARDEN（2006年 - 2007年、エンディング作画）
- D.Gray-man（作画監督・オープニング/エンディング原画）

2007年
- BLUE DRAGON（原画）
- DARKER THAN BLACK -黒の契約者-（作画監督）
- レンタルマギカ（2007年 - 2008年、キャラクターデザイン・総作画監督）

2008年
- 黒執事（2008年 - 2009年、キャラクターデザイン・総作画監督・作画監督）

2009年
- 鋼殻のレギオス（OP原画）
- Phantom 〜Requiem for the Phantom〜（キャラクターデザイン）※共同
- テガミバチ（キャラクターデザイン・総作画監督）

2010年
- 黒執事II（キャラクターデザイン・総作画監督）
- テガミバチ REVERSE（キャラクターデザイン・総作画監督）
- 心霊探偵 八雲（キャラクターデザイン）

2011年
- 花咲くいろは（作画監督補佐）

2012年
- ZETMAN（ED原画）

2013年
- RDG レッドデータガール（キャラクターデザイン・総作画監督・オープニング作画監督）
- 弱虫ペダル（総作画監督・原画）
- 凪のあすから（原画）

2014年
- 神々の悪戯（キャラクターデザイン・総作画監督・オープニング作画監督）
- 黒執事 Book of Circus（キャラクターデザイン・総作画監督）

2015年
- 七つの大罪（ED原画）

2017年
- パズドラクロス（総作画監督）※共同

2018年
- グランクレスト戦記（オープニング原画）
- 抱かれたい男1位に脅されています。（キャラクターデザイン）

2019年
- Dr.STONE（総作画監督）

2020年
- 『ヒプノシスマイク -Division Rap Battle-』Rhyme Anima（キャラクターデザイン・総作画監督）

2021年
- ヴィジュアルプリズン（キャラクターデザイン）

2023年
- 『ヒプノシスマイク-Division Rap Battle-』Rhyme Anima +（キャラクターデザイン）※共同

### 劇場アニメ
1992年
- アップフェルラント物語（動画）

1994年
- ダークサイド・ブルース（動画）

1998年
- 名探偵コナン 14番目の標的（原画）

1999年
- 名探偵コナン 世紀末の魔術師（原画）

2000年
- 名探偵コナン 瞳の中の暗殺者（原画）

2002年
- 名探偵コナン ベイカー街の亡霊（原画）

2006年
- まじめにふまじめ かいけつゾロリ なぞのお宝大さくせん（原画）
- 劇場版 NARUTO -ナルト- 大興奮!みかづき島のアニマル騒動だってばよ（原画）

2017年
- 劇場版 黒執事 Book of the Atlantic（キャラクターデザイン・総作画監督）

2021年
- 劇場版 抱かれたい男1位に脅されています。〜スペイン編〜（キャラクターデザイン）※共同

### OVA
1991年
- 闇の司法官ジャッジ（動画）
- おざなりダンジョン 風の塔（動画）
- 一本包丁満太郎2 大阪そうめん戦争（動画）

1992年
- ハンサムな彼女（動画）
- ぷりんせすARMY（原画）
- ねこひきのオルオラネ（動画）
- 幻想叙譚エルシア（動画）

1993年
- 超時空世紀オーガス02（動画）

1994年
- 紺碧の艦隊（動画）

1997年
- レイアース（原画）
- 八雲立つ（原画）
- 勇者指令ダグオン 水晶の瞳の少年（原画）

1999年
- 青山剛昌短編集（原画）
- ときめきメモリアル（原画）

2001年
- 真ゲッターロボ対ネオゲッターロボ（原画）

2002年
- アーケードゲーマーふぶき（原画）
- I'll/CKBC（作画監督）

2008年
- テガミバチ〜光と青の幻想夜話〜（キャラクターデザイン）

2009年
- 聖闘士星矢 THE LOST CANVAS 冥王神話（作画監督）

### Webアニメ
2007年
- あゆまゆ劇場（原画）

### ゲーム
2003年
- サモンナイト3（オープニング原画）

### イラスト
- ジハード（著：定金伸治、ジャンプ ジェイ ブックス）